# هنري بورنازيل
هنري دي بورنزيل (بالفرنسية: Henri de Bournazel)‏ (أو هنري كونت ليسبيناس دي بورنازيل، المعروف بالرجل الأحمر) هو جندي فرنسي ولد في 21 فبراير 1898 في ليموج - توفي في 28 فبراير 1933 في جبل صغرو بإقليم تنغير في جنوب المغرب خلال حروب غزو فرنسا للمغرب. كان يعد منذ الثلاثينيات إلى الخمسينيات رمزا وطنيا حقيقيا ونموذجًا للضابط الشاب المغوار بالنسبة للشباب الفرنسي.